# Карипидис, Яннис
Яннис Карипидис (греч. Γιάννης Καρυπίδης, 21 апреля 1952, Тбилиси) — координатор Центра исследования и развития греческой культуры стран Причерноморья «Маври Таласса» при префектуре Салоник, уполномоченный Центра по делам связи с греческими общинами стран СНГ.

## Биография
Родился в Тбилиси в семье понтийских греков. Отец Карипидис Николай Иванович был инженером-энергетиком, мать Котаниду Мария Максимовна — математиком. Жена — Мария Чагулиду. Есть сын.
Образование получил на строительном факультете Грузинского политехнического института, по специальности — архитектор. В период 1974—1977 годов работал прорабом в ПМК-148 треста «Удмуртсельстрой» в городе Ижевске, позже ведущим инженером тбилисского отделения Всесоюзного института «Гидропроект», участвовал в разработке проектов строительства Ингурской и Жинвальской ГЭС.
Активное участие в национальном греческом движении принимал с 1978 года. В январе 1983 года возглавил секцию связей с греческой молодежью при Тбилисском городском комитете комсомола, созданную по инициативе Эдуарда Шеварднадзе.
В 1991 году эмигрировал в Грецию, проживает в городе Салоники. В том же году был избран Председателем Всегреческого общества репатриантов «Мавроталасситес» в г. Салоники, которым руководит и поныне. С 1997 года работает в Центре исследования и развития греческой культуры стран Причерноморья. Также является членом Президидиума Всегреческой Федерации Понтийских обществ, представляет Центр изучения родного языка. Заместитель Президента фонда «Маври Таласса» (Черное море).
В 1996 году работал специальным советником генерального секретаря репатриантов при Министерстве Восточной Македонии и Фракии. С 1999 года — член Президиума Всемирного Совета Понтийского эллинизма (город Бостон, США), переизбирался в 2001, 2004 и 2007 годах.